# Висока мода (фільм, 2021)
Висока мода — французька кінокомедія 2021 року. Режисер Сільві Оайон; сценаристи Сільві Оайон і Сільві Веред. Продюсери Олів'є Кан.
Прем'єра в Україні відбулася 24 березня 2022 року.

## Про фільм
Поцупивши сумку в паризькому метро, 20-річна швея Джейд розуміє — що пограбувала таку ж просту швею, як і вона сама. Із розкаянням вона вирішує повернути сумку — й опиняється у будинку. Там вона знайомиться з 60-річною робітницею модного будинку «Dior».
Це випадкове знайомство надає Джейд можливість дізнатися про світ високої моди.

## Знімались
| Актор          | Роль  |
| -------------- | ----- |
| Наталі Бай     | Естер |
| Ліна Кудрі     |       |
| Паскаль Арбійо |       |
| Клод Перрон    |       |
| Фаріда Ошані   |       |
| Вірджил Брамлі |       |